# 人类潜能开发研究所
人类潜能开发研究所（英語：The Institutes for The Achievement of Human Potential，IAHP）是一个非盈利组织，旨在提供教学项目和材料，以帮助提升正常的和脑损伤儿童的健康与神经发育。
尽管IAHP的教学项目得到了诸如萊納斯·鮑林（1901–1994）与Raymond Dart（1893–1988）等一些著名人物的支持，他们对于脑损伤儿童的项目遭到广泛的批评。根据美国儿科学会，IAHP的基于模式的治疗方案建立在过时的和过于简单的大脑发育理论之上，其有效性无法得到循证医学的支持，其使用是没有保证的。
IAHP发行了一本名为In-Report的刊物, 刊登一些同行之间共享的研究结果.

## 科学批判
美国儿科学会关于残疾儿童的委员会早在1968年就对IAHP对脑损伤儿童基于模式的治疗方法提出了警告, 并且在1982年再次发出警告.最近的声明发表于1999, 2002和2005. 其中提到:

本声明认为模式是一种对儿童神经系统损伤的治疗方法。这种治疗方案基于过时的、过于简单的大脑发展理论。现有的信息不能支持提议者关于这种治疗方案有效的说法，其使用仍然是没有保证的……这个治疗方法对家庭成员提出的要求和期望非常高，在某些情况下会导致家庭的财力枯竭，父母和兄弟姐妹之间的关系紧张。

自从1960年以来，IHAP发表了多项研究自称显示了其教学计划的有效性。这些研究在评审中无法经历科学方法的审核，也无法被其它来源重现。1978年，Sara Sparrow(耶鲁儿童研究中心的荣誉教授和高级研究科学家)和Edward Zigler(耶鲁大学心理系的名誉教授，联邦Head Start项目的主要设计师，2008年美国心理学会(APA)杰出贡献与终身成就奖获得者)认为模式是一种针对智障儿童的治疗方法。他们的结论是，没有证据表明儿童在给予充分的关注或长大后，情况会有所改善；这种基于模式的方法不应该被推荐给严重智障的儿童。Zigler在1981年写过一篇名为"恳请停止对智障儿童使用基于模式的治疗方法"的评论，其中强调了这种治疗方法在引起虚假希望和增加父母负罪感方面的有害影响。根据Edward Zigler和Robert Hodapp的书理解精神发育，Doman-Delacato的方法存在重大缺陷：
- 其构建基础复演说已经为自然科学抛弃。
- 其关于机械运动存在多个阶段，每个阶段取决于前一阶段的发展情况的说法没有证据能够支持。
- 没有证据表明儿童的被动运动，包括强迫爬行运行，会对神经组织产生影响。
- IAHP禁止儿童在掌握前一阶段的技能之前自愿做出后续阶段的一些行为(例如坐或走)，这可能会伤害到孩子。
- 杜曼在1960年发表的唯一一篇科学论文包含若干方法学错误和被夸大的发现. 这些研究都没有对照组，因此无法与自然发展的孩子进行对比。有独立的科学家对经过和未经模式治疗的儿童进行了对比，结果显示模式治疗的效果很不显著。
- 模式治疗的过程可能对参与者是有害的(父母会因为无法达到项目要求的频度而感受到负罪感，其它家庭成员可能会被忽视)。
- 通过一个无法实现的项目提供希望是残酷的。

除美国儿科学会外, 很多其它组织也对这种疗法声称的具有的疗效发出了警告。包括美国脑性麻痹执行委员会，德克萨斯州脑性麻痹协会，加拿大智障儿童协会，美国神经学学会执行理事会，以及美国运动与康复学会。
IAHP 2006年一项针对21名患有皮层视觉损伤(cortical visual impairment)的儿童的追溯研究显示在参与其项目后得到了显著的改善。这项研究没有提供对照组也无法被重复。
Kathleen Ann Quill在她的书Teaching children with autism: What parents want,中写到，“数以千计的家庭在跟随杜曼方法的过程中浪费着时间和精力”。她还写到：“从业者从杜曼的伪科学的方法中学不到什么，但是从他的市场影响策略中可以学到很多”，这个策略“瞄准了父母们的希望和幻想”。
Martha Farrell Erickson和Karen Marie Kurz-Riemer在他们的书"Infants Toddlers and Families"中讨论了对正常婴儿和学步儿童的早期干预。他们声称杜曼“利用了婴儿潮一代最大化他们的孩子的智力潜力的愿望”，以及“鼓励父母们促使他们的婴儿发展出最大的脑力”。然而他的项目“建立在不稳固的或不存在的研究证据之上”，而且“大多数儿童发展专家在当时描述了这个项目的的很多方面是无用的，甚至是有害的。”
Martin Robards在他的书Running a Team for Disabled Children and Their Families中也引用了广泛的批评，但他承认杜曼和Delacato使儿科医生和治疗师注意到早期的干预是必要的。
Steven Novella，耶鲁大学医学院神经学助理教授，对这种方法的批评如下：
Doman-Delacato的模式方法建立在破产和被抛弃的理论之上，且无法通过被控制条件下的检验。这些无确实证据的观点的推广可能会导致可观的财力和情感上的伤害。这些观点在心中已经充满负罪和沮丧的人们心中播下了虚假的希望，使他们承受更多的失望、内疚。这个过程还会浪费他们的时间、经理、情绪和金钱，而这些资源本可被用于他们的孩子。父母们的精力也会被分散，可能忽略掉一些其它的实用的方法，以面对家中有一个脑损伤或智障儿童的现实。父母们被鼓励追求一个不可能的治愈的目标，事实上使他们停留在拒绝承认事实的心态中。

## 引用
1. 1 2  Robards, Martin F. . Cambridge University Press. June 1994: 150. ISBN 0-901260-99-1.
2. 1 2 3  Committee on Children with Disabilities, American Academy of Pediatrics. . Pediatrics. 1999, 104 (5 Pt 1): 1149–51  [2012-07-16]. PMID 10545565. doi:10.1542/peds.104.5.1149. （原始内容存档于2010-10-09）.
3. ↑  "IN-REPORT" （页面存档备份，存于）, Institutes for The Achievement of Human Potential
4. ↑  American Academy of Pediatrics. Doman-Delacato treatment of neurologically handicapped children. AAP Newsletter. June 1, 1968(suppl)
5. ↑  American Academy of Pediatrics, Committee on Children With Disabilities. The Doman-Delacato treatment of neurologically handicapped children. Pediatrics. 1982; 70:810-812. PMID 6182521
6. 1 2  Holm VA. . West J Med. 1983, 139 (4): 553–6. PMC 1021589 . PMID 6196919.
7. ↑  . Childstudycenter.yale.edu.   [2010-03-09]. （原始内容存档于2009-12-08）.
8. ↑  . Yale.edu.   [2010-03-09]. （原始内容存档于2012-08-08）.
9. ↑  Edward Zigler Receives 2008 APA Award For Outstanding Lifetime Contribution To Psychology （页面存档备份，存于） Medical News Today. 14 August 2008.
10. ↑  Sparrow S, Zigler E. Evaluation of a patterning treatment for retarded children. Pediatrics. 1978; 62:137-150. PMID 693151.
11. ↑  Zigler E A plea to end the use of the patterning treatment for retarded children. Am J Orthopsychiatry. 1981; 51:388-390. PMID 7258304
12. ↑  American Academy for Cerebral Palsy. Doman-Delacato treatment of neurologically handicapped children. Statement of Executive Committee. Rosemont, IL: American Academy for Cerebral Palsy; February 15, 1965
13. ↑  United Cerebral Palsy Association of Texas. The Doman-Delacato Treatment of Neurologically Handicapped Children [information bulletin, undated]. Austin, TX: United Cerebral Palsy Association of Texas
14. ↑  Canadian Association for Retarded Children. Institutes for the Achievement of Human Potential. Ment Retard. Fall 1965:27-28
15. ↑  American Academy of Neurology and American Academy of Pediatrics Joint Executive Board Statement. The Doman-Delacato treatment of neurologically handicapped children. Neurology. 1967; 17:637
16. ↑  American Academy of Physical Medicine and Rehabilitation. Doman-Delacato treatment of neurologically handicapped children. Arch Phys Med Rehabil. 1968; 49:183-186. PMID 4296733
17. ↑  Malkowicz DE, Myers G, Leisman G. . Int J Neurosci. 2006, 116 (9): 1015–33. PMID 16861165. doi:10.1080/00207450600553505.
18. ↑  Quill, Kathleen Ann. . . Thomson Delmar Learning. June 1995: 336. ISBN 0-8273-6269-2.
19. ↑  Erickson, Martha Farrell; Kurz-Riemer, Karen Marie. . . Guilford Press. March 2002: 204. ISBN 1-57230-778-1.
20. 1 2  Novella S. . Quackwatch. 2008  [2008-10-23]. （原始内容存档于2012-08-08）.